# Versorgungssicherheit (Nahrung)
Durch Versorgungssicherheit soll in einem Staat bei Nahrung sichergestellt werden, dass stets ausreichende Nahrungsmittel verfügbar sind, um den Bedarf jederzeit decken zu können.

## Allgemeines
Versorgungssicherheit ist im Sinne einer Absicherung gegen Versorgungskrisen als Staatsziel zu verstehen. Bestimmte Ressourcen wie in der Energiewirtschaft (Energiesicherheit bei der Elektrizitäts-, Gas- oder auch Wasserversorgung) sind in der Wirtschaftspolitik identifiziert worden, bei denen der Staat der Bevölkerung und den Unternehmen gewährleisten will, dass diese Ressourcen jederzeit bei Bedarf abrufbar sind. Das Bundesministerium für Wirtschaft und Energie (BMWi) definiert die Versorgungssicherheit nach dem Verständnis des EnWG als dauerhafte und nachhaltige Bedarfsdeckung durch Unterbrechungsfreiheit der Versorgung entlang der gesamten Wertschöpfungsketten. Es handelt sich um die Sicherung des Gleichgewichts von Erzeugung und Verbrauch im Stromversorgungssystem im Sinne eines Ausgleichs von Angebot und Nachfrage auf dem Strommarkt.
Nahrung gehört zu den körperlichen Grundbedürfnissen des Menschen. Deshalb muss auch bei Nahrungsmitteln, insbesondere bei Agrarprodukten, Versorgungssicherheit (englisch food security) angestrebt werden, um Mangelerkrankungen oder Hungersnot zu verhindern. Hier kommt es insbesondere auf die Selbstversorgung an, also die autonome und vom Ausland unabhängige Versorgung der Bevölkerung mit heimischen Agrarprodukten. Dies wird sogar mit der volkswirtschaftlichen Kennzahl des Selbstversorgungsgrads gemessen. Es geht um die jederzeitige Lieferbereitschaft durch die Agrarproduktion der Landwirtschaft, die wie kein anderer Wirtschaftssektor stark witterungsabhängig ist.
Bereits im November 1974 erörterte die Welternährungskonferenz in Rom Systeme zur Nahrungsmittelreserve und die Entwicklung der Selbstversorgungsfähigkeit mit dem Problem des „Weizen als Waffe“ (englisch food weapon).

## Rechtsfragen
Versorgungssicherheit ist ein Rechtsbegriff, denn nach § 1 Abs. 1 EnWG hat das BMWi fortlaufend ein Monitoring der Versorgungssicherheit durchzuführen und dabei das gegenwärtige und künftige Verhältnis zwischen Angebot und Nachfrage auf dem deutschen Energiemarkt (Erdgas und Elektrizität) und auf dem internationalen Markt zu überwachen.
In § 1 LwG ist entsprechend geregelt, dass der Bevölkerung die bestmögliche Versorgung mit Ernährungsgütern zu sichern ist. Zu diesem Zweck ist die Landwirtschaft mit den Mitteln der allgemeinen Wirtschafts- und Agrarpolitik – insbesondere der Handels-, Steuer-, Kredit- und Preispolitik – in den Stand zu setzen, die für sie bestehenden naturbedingten und wirtschaftlichen Nachteile gegenüber anderen Wirtschaftsbereichen auszugleichen und ihre Produktivität zu steigern.
Nach Art. 39 AEUV gibt es im Europarecht fünf Ziele der gemeinsamen Agrarpolitik, und zwar die Produktivitätssteigerung, die Gewährleistung einer angemessenen Lebenshaltung der Landwirte, die Stabilisierung der Agrarmärkte, die Sicherstellung der Versorgung und die Belieferung der Verbraucher zu angemessenen Agrarpreisen.

## Agrarprodukte
Der Selbstversorgungsgrad der Agrarproduktion in Deutschland entwickelte sich bei einigen Agrarprodukten wie folgt:
| Agrarprodukt          | 1978 in % | 2001 in % | 2018 in % |
| --------------------- | --------- | --------- | --------- |
| Getreide              | 84,0      | 129,0     | 112,4     |
| Kartoffeln            | 94,0      | 108,0     | 148,0     |
| Zucker                | 129,0     | 136,0     | 161,0     |
| Rind- und Kalbfleisch | 100,0     | 161,0     | 98,2      |
| Schweinefleisch       | 88,0      | 88,0      | 119,2     |
| Geflügelfleisch       | 58,0      | 64,0      | 98,9      |
| Eier                  | 79,0      | 75,0      | 71,9      |
| Käse                  | 90,0      | 107,0     | 123,9     |
| Butter                | 135,0     | 79,0      | 423,2     |

Versorgungssicherheit ist bei allen Agrarprodukten mit einem Selbstversorgungsgrad von >100 % hergestellt, während bei <100 % keine vollständige Selbstversorgung gewährleistet ist. Die Selbstversorgungsgrade schwanken teilweise im Zeitverlauf erheblich, was – bei eher konstantem Verbrauch – auf Witterungseinflüsse zurückzuführen ist, die entweder zu Rekordernten mit Überproduktion (Angebotsüberhang) oder Missernten (Angebotslücken) führen können.
Die Höhe des Selbstversorgungsgrads gibt zwar Auskunft darüber, welcher Anteil der im Inland verbrauchten Nahrungsmittel aus Inlandsproduktion stammt, lässt aber zwei Themen unberücksichtigt:
- Trotz hohem Selbstversorgungsgrad bei Agrarprodukten können einige Menschen wegen Armut an Hunger leiden, weil sie Lebensmittel nicht bezahlen können.
- Die Volatilität des Selbstversorgungsgrads lässt keine Schlussfolgerungen zu, ob auch künftig – etwa bei Missernten – noch ausreichende Selbstversorgung möglich ist.

Ob der Agrarprotektionismus zu einer größeren Versorgungssicherheit beitragen kann, ist dabei unerheblich.

## Wirtschaftliche Aspekte
Die Wirtschaftswissenschaften tun sich schwer, eine Definition für die Versorgungssicherheit und deren Einbindung in ein ökonomisches Konzept zu finden. In der Energiewirtschaft definierte die Internationale Energieagentur (IEA) 2001 die Versorgungssicherheit als „physische Verfügbarkeit von Lieferungen, um die Nachfrage bei einem gegebenen Preis zu befriedigen“. Zu einem „gegebenen Preis“ ist allerdings problematisch, weil darunter auch deutlich überhöhte Mondpreise zu verstehen sind, die für große Teile der Bevölkerung unbezahlbar sind. Ersetzt man dies mit „angemessenen Preisen“, so stößt auch dies auf Bedenken, weil volkswirtschaftlich im Rahmen der  Gleichgewichtstheorie auch Mondpreise als angemessen anzusehen sind. Mondpreise kommen typischerweise bei Versorgungskrisen vor, wenn eine Angebotslücke entsteht wie dies bei Energiekrisen der Fall war.
Bei Agrarprodukten oder allgemein bei Nahrungsmitteln hängt die im Selbstversorgungsgrad ablesbare Versorgungssicherheit jedoch nicht nur von der aktuellen Produktion ab. Vielmehr tragen auch das Marktpotenzial aus ungenutzten Produktionskapazitäten und die Vorratshaltung zur Versorgungssicherheit bei. Versorgungssicherheit wird staatlich auch gewährleistet durch die Lagerhaltung von Notvorräten (Zivile Notfallreserve). Der optimale Grad an Versorgungssicherheit ist erreicht, wenn die Kosten der Sicherstellung (etwa Lagerkosten) gleich den Opportunitätskosten eines Versorgungsausfalls sind, gewichtet mit deren Eintrittswahrscheinlichkeiten für einen bestimmten Zeitraum. Die Kosten einer Versorgungskrise hängen von der Angebots- und Nachfrageelastizität und dem Umfang des Schocks ab.
Versorgungssicherheit ist ein positiver externer Effekt in strategisch/politisch wichtigen Bereichen wie Nahrungsmittel, Energie, Eisen/Stahl, Werftkapazitäten, Wehrtechnologien usw. Das Problem der Versorgungssicherheit spielt für die Gestaltung der deutschen Agrarmarktpolitik und die anfängliche EWG-Agrarmarktpolitik eine große Rolle. Als Konsequenz aus historischen Erfahrungen mit den Versorgungskrisen aus den beiden Weltkriegen und den jeweiligen Nachkriegsjahren wurde im September 1955 in das Landwirtschaftsgesetz neben anderen das Ziel der Versorgungssicherheit aufgenommen. Ein weiteres Phänomen, das sich auf die globale Versorgungssicherheit auswirken dürfte, sind die Investitionen einiger Staaten in ausländische Landflächen durch Land Grabbing.

## Versorgungskrise
Eine der wesentlichen Aufgaben des Staates ist es, eine ausreichende und geordnete Versorgung der Bevölkerung mit Erzeugnissen der Ernährungs- und Landwirtschaft auch in Notsituationen sicherzustellen. Da eine bundesweit geltende gesetzliche Verpflichtung des Bundes und der Länder einschließlich der Gemeinden und Gemeindeverbände fehlte, die notwendigen Vorsorgemaßnahmen zu treffen, wurden im Ernährungsvorsorgegesetz (EVG) von 1990 Regelungen für friedenszeitliche Versorgungskrisen für das gesamte Bundesgebiet getroffen.
§ 1 Abs. 1 EVG nannte als Ziel des Gesetzes die Sicherung der Versorgung mit Erzeugnissen der Ernährungs- und Landwirtschaft bei Versorgungskrisen. In § 1 Abs. 2 EVG wurde der Begriff der Versorgungskrise als ein Zustand definiert, „in dem die Deckung des Bedarfs an lebenswichtigen Erzeugnissen der Ernährungs- und Landwirtschaft in wesentlichen Teilen des Bundesgebietes ernsthaft gefährdet ist und die Gefährdung durch marktgerechte Maßnahmen nicht, nicht rechtzeitig oder nur mit unverhältnismäßigen Mitteln zu beheben ist“ (§ 1 EVG). Das EVG trat im April 2017 außer Kraft. 
Es wurde ersetzt durch das Ernährungssicherstellungs- und -vorsorgegesetz (ESVG), mit dem die staatliche Ernährungsnotfallvorsorge mit Wirkung zum 11. April 2017 vollständig neu geregelt wurde.
1. die Deckung des lebensnotwendigen Bedarfs an Lebensmitteln in wesentlichen Teilen des Bundesgebietes ernsthaft gefährdet ist

a) im Spannungsfall nach Art. 80a des Grundgesetzes oder im Verteidigungsfall nach Art. 115a des Grundgesetzes oder

b) infolge einer Naturkatastrophe, eines besonders schweren Unglücksfalles, einer Sabotagehandlung, einer wirtschaftlichen Krisenlage oder eines sonstigen vergleichbaren Ereignisses und

Darunter versteht die Gesetzesbegründung „ein Szenario, in dem bis zu 82 Mio. Menschen über den freien Markt keinen Zugang zu Lebensmitteln mehr haben und daher hoheitlich versorgt werden müssen.“ Der lebensnotwendige Bedarf an Lebensmitteln sei „in wesentlichen Teilen des Bundesgebietes“ gefährdet, wenn zumindest zwei Bundesländer betroffen sind. Der „lebensnotwendige Bedarf an Lebensmitteln“ bezeichnet die Menge, die erforderlich ist, um den minimalen Energie- und Nährstoffbedarf der Menschen und damit das physische Überleben der Bevölkerung zu sichern. Typischerweise wird dieser durch Grundnahrungsmittel wie Brot, Kartoffeln, Milch, Fleisch, Fett und Zucker sowie Obst und Gemüse als Vitaminträger gedeckt. „Einheitliche Auslöseschwelle“ für die Anwendbarkeit der Sicherstellungsinstrumente soll die Feststellung einer Versorgungskrise durch die Bundesregierung sein, die insoweit über einen ausreichenden Beurteilungsspielraum verfügen müsse.
Eine Versorgungskrise kann auch im Rahmen einer schweren Pandemie eintreten, wenn Arbeitskräfte massenhaft erkranken und/oder Tierseuchen auftreten wie bei der Hongkong-Grippe zwischen 1968 und 1970, als es zu Lebensmittelengpässen kam. Die COVID-19-Pandemie hat seit März 2020 in vielen Ländern zwar zu Lieferengpässen bei einigen Lebensmitteln und Hygieneartikeln geführt, eskalierte jedoch nicht zu einer Versorgungskrise. Ursache waren Regallücken, die aufgrund erhöhter Warenrotation entstanden, welche auf Hamsterkäufe zurückzuführen gewesen ist. Die Produktion kann nicht in dem Maße kurzfristig gesteigert werden wie die Nachfrageüberhänge entstehen.

## International

### Europäische Union
Die Gemeinsame Agrarpolitik der EU beruht auch auf dem Grundgedanken, dass ein freier Binnenmarkt mit Agrarprodukten ohne dirigistische Eingriffe mit Rücksicht auf die Einkommenssituation der Landwirte nicht realisierbar ist. Im Januar 1962 einigte man sich auf eine einheitliche Preisfestsetzung für die meisten Agrarprodukte, auf die Bevorzugung von EU-Agrarprodukten, die Stabilisierung der Einkommenssituation der Landwirte und auf die Einrichtung eines Garantiefonds für die Landwirtschaft. Hinter der Bevorzugung von EU-Agrarprodukten verbirgt sich das Ziel der Selbstversorgung, während die Versorgungssicherheit in Art. 39 Abs. 1d AEUV festgeschrieben ist. Die EU-Mitgliedstaaten sind danach verpflichtet, für Versorgungssicherheit zu sorgen. Im Binnenmarkt erfordert das Ziel der Versorgungssicherheit eine hinreichende Produktion von Grundnahrungsmitteln, nach außen eine Handelspolitik, die eine ausreichende Versorgung externen Agrarprodukten garantiert. Dabei ist einerseits die Versorgung der Endverbraucher mit Lebensmitteln sicherzustellen, andererseits muss auch die Versorgung der verarbeitenden Industrie mit Agrarprodukten gewährleistet werden.

### Schweiz
Die Schweizer Regierung hat gemäß Art. 102 Abs. 1 Bundesverfassung der Schweizerischen Eidgenossenschaft den Auftrag, die wirtschaftliche Landesversorgung mit lebenswichtigen Gütern und Dienstleistungen für den Fall „machtpolitischer oder kriegerischer Bedrohungen sowie in schweren Mangellagen, denen die Wirtschaft nicht selbst zu begegnen vermag, sicherzustellen. Hierfür hat der Bund gemäß Verfassung vorsorgliche Maßnahmen zu treffen“. Eine solche Maßnahme ist das Betreiben sogenannter Pflichtlager.